# Diocesi di Trezene
La diocesi di Trezene (in latino Dioecesis Troezena) è una sede soppressa e sede titolare della Chiesa cattolica.

## Storia
Trezene, nei pressi dell'odierno comune di Troizinia, è un'antica sede vescovile della Grecia nel Peloponneso, suffraganea dell'arcidiocesi di Corinto. Come tutte le sedi episcopali della prefettura dell'Illirico, fino a metà circa dell'VIII secolo la diocesi di Trezene era parte del patriarcato di Roma; in seguito fu sottoposta al patriarcato di Costantinopoli. Dall'Alto Medioevo, la città era nota con il nome di Damala.
Sono noti due vescovi di Trezene nel primo millennio cristiano. Antonio prese parte al concilio di Nicea del 787. Un sigillo vescovile, datato alla prima metà del IX secolo, ha restituito il nome del vescovo Giovanni. Con il nome di Damala, la diocesi compare al primo posto tra le suffraganee di Corinto nella Notitia Episcopatuum attribuita all'imperatore Leone VI e databile all'inizio X secolo.
Durante la quarta crociata (1204), a Damala fu istituita una diocesi di rito latino, come si evince da una lettera di papa Innocenzo III del 1212. Di questa sede non si conosce alcun vescovo. Nel 1222 la sede Damalensis fu unita a quella di Argolicensis.
Dal 1933 Trezene è annoverata tra le sedi vescovili titolari della Chiesa cattolica; la sede finora non è mai stata assegnata.

## Cronotassi dei vescovi greci
- Antonio † (menzionato nel 787)
- Giovanni † (prima metà del IX secolo)